# Catalpa
|  | Aquest article tracta sobre el gènere d'arbres. Si cerqueu l'espècie Catalpa bignonioides, vegeu «Catalpa (arbre)». |

Catalpa és un gènere de plantes amb flors dins la família Bignoniaceae que és natiu de les regions de clima temperat d'Amèrica del Nord, el Carib i l'est d'Àsia. El nom del gènere Catalpa deriva de la tribu indígena americana catawba i que es digui catalpa és per un error de transcripció pel botànic Scopoli, que va ser el primer a descriure aquest gènere.
Les catalpes són principalment arbres caducifolis que fan de 12 a 18 metres d'alt i de 6 a 12 metres d'ample. Tenen fulles molt grosses amb forma de cor i amb tres lòbuls; les flors són blanques o grogues i es disposen en panícula. El fruit és molt gros i semblant a un llegum prim, i conté nombroses llavors petites i aplanades amb ales. La fusta n'és tova.
Les dues espècies nord-americanes Catalpa bignonioides i Catalpa speciosa es fan servir en gran part del món com a planta ornamental.
El lepidòpter Ceratomia catalpae s'alimenta únicament d'espècies del gènere Catalpa i pot defoliar-les ràpidament, però el fet que l'eruga sigui un excel·lent esquer per a pescar fa que, en alguns casos, es criïn les catalpes amb la finalitat de produir aquest esquer.

La catalpa viva més longeva es troba al Capitoli de l'estat de Michigan, a Lansing, i va ser plantada l'any 1879.

## Algunes espècies
Llista de fonts
Catalpa bignonioides Walter - southern catalpa

Catalpa brevipes Urb. - 

Catalpa bungei C.A.Mey. - 

Catalpa cassinoides Spreng. - 

Catalpa communis Dum.Cours. - 

Catalpa cordifolia Moench - 

Catalpa denticulata Urb. - 

Catalpa domingensis Urb. - 

Catalpa duclouxii Dode - 

Catalpa ekmaniana Urb. - 

Catalpa fargesii Bur. - 

Catalpa henryi Dode - 

Catalpa heterophylla Dode - 

Catalpa himalayensis Hort. ex Dippel - 

Catalpa hirsuta Spreng. - 

Catalpa kaempferi Siebold & Zucc. - 

Catalpa longisiliqua Cham. - 

Catalpa longissima (Jacq.) Dum.Cours. - haitian catalpa

Catalpa macrocarpa Ekman - 

Catalpa microphylla Spreng. - 

Catalpa nana Hort. ex Dippel - 

Catalpa oblongata Urb. & Ekman - 

Catalpa obovata Urb. - 

Catalpa ovata G.Don - yellow catalpa

Catalpa pottsii Seem. - 

Catalpa pubescens (Griseb.) Bisse - 

Catalpa pumila Hort. ex Wien. - 

Catalpa punctata Griseb. - 

Catalpa purpurea Griseb. - 

Catalpa silvestrii (Pamp. & Bonati) S.Y.Hu - 

Catalpa speciosa Warder ex Engelm. - northern catalpa

Catalpa sutchuensis Dode - 

Catalpa ternifolia Cav. - 

Catalpa thunbergii Hort. ex Wien. - 

Catalpa tibetica Forrest - 

Catalpa umbraculifera Hort. - 

Catalpa vestita Diels - 

Catalpa wallichiana Hort. ex Wien. - 